# Cercavo amore
Cercavo amore är en låt framförd av den italienska sångerskan Emma Marrone. Den är skriven av Roberto Casalino och Nicco Verrienti. Singeln släpptes den 27 april 2012 från Marrones andra studioalbum Sarò libera. Den 10 juli samma år släpptes även en officiell remix av låten gjord av Alex Gaudino och Jason Rooney.
Singeln debuterade på första plats på den italienska singellistan den 24 maj 2012 och låg fem veckor i rad inom topp-5, varav båda två första veckorna som etta. Den nådde även sextioåttonde plats på den schweiziska singellistan. Den tillhörande musikvideon till låten hade fler än 4,5 miljoner visningar på Youtube i mars 2013. Låten förekommer i TV-spelet Just Dance 4.

## Listplaceringar
| Lista   | Topplacering |
| ------- | ------------ |
| Italien | 1            |
| Schweiz | 68           |